# Flik 4
A Fliegerkompanie 4 (rövidítve Flik 4, magyarul 4. repülőszázad) az osztrák-magyar légierő egyik repülőszázada volt.

## Története
A repülőszázadot az elsők között alakították még a világháború kitörése előtt. Parancsnoka Bernárd Mátyás százados lett, akit később Friedrich Navratil százados váltott. A világháború kitörése után a szerb fronton vetették be, bázisa Rogaticában volt. 1915. június 23-án átkerült az olasz frontra, előbb Aisovizza repülőterére, majd 1916 októberétől a Wippach-folyó mellé. A légierő 1917 júliusi átszervezését követően hadosztályi felderítőszázad lett, nevének rövidítése Flik 4D-re változott. 1917 októberében az 1. Isonzó-hadseregnek rendelték alá és részt vett a sikeres 12. isonzói csatában. 1918 júniusában a 6. hadsereghez került át és a vesztes piavei offenzívában Gaiarine repteréről indult bevetésekre. 1918 végén fotófelderítő-századdá (Photoaufklärer-Kompanie) szervezték át, nevének rövidítése Flik 4P lett. A háború után a teljes osztrák légierővel együtt feloszlatták.   

## Századparancsnokok
- Bernárd Mátyás százados
- Friedrich Navratil százados
- Alfons Veljačić főhadnagy
- Oskar Letin százados
- Oskar Futter főhadnagy

## Századjelzések
A századjelvény széttárt szárnyú aranysas, jobb szárnya egyenes, másik ívelt; karmai között FL4 feliratot tart.
A Flik 4 repülőgépeinek keréktárcsáját 1917 novembere után fehérre festették. 1918 áprilisától a tárcsa fele fehér, fele piros színű lett.

## Ászpilóták
| Név              | A században szerzett győzelem |
| ---------------- | ----------------------------- |
| Heinrich Kostrba | 3                             |

## Repülőgépek
A század pilótái a következő gépeket repülték:
- Rumpler B.I
- Lloyd C.I
- Hansa-Brandenburg D.I
- Hansa-Brandenburg C.I
- UFAG C.I